# Wāw (lettera)
Wāw (in arabo واو‎? /wɑːw/) è la ventisettesima lettera dell'alfabeto arabo. Nella numerazione abjad essa ha il valore 6 (questa numerazione si basa infatti sull'antico ordine delle lettere nell'alfabeto semitico nordoccidentale, dove per l'appunto waw era la sesta lettera).

## Origine
Questa lettera deriva secondo alcuni da  dell'alfabeto nabateo, secondo altri da ܘ dell'alfabeto siriaco. In ogni caso deriva da waw dell'alfabeto aramaico (), che nacque dalla waw dell'alfabeto fenicio (), generata dalla waw dell'alfabeto proto-cananeo ().

## Fonetica
Foneticamente corrisponde alla approssimante labiovelare sonora ([w]) ed alla vocale posteriore chiusa arrotondata lunga ([uː]).

## Scrittura e traslitterazione
Wāw viene scritta in varie forme in funzione della sua posizione all'interno di una parola. Essa, tuttavia, rientra nel gruppo delle lettere che non possono legarsi alla loro sinistra, per cui le forme iniziale e intermedia sono rispettivamente uguali alle forme isolata e finale:
| Forma isolata | Forma finale | Forma intermedia | Forma iniziale |
| ﻭ             | ـو…          | …ـو…             | …ﻭ             |

Nella traslitterazione dall'arabo è comunemente associata a w.
Essa può assumere una doppia funzione fonetica:
- consonante ([w]), quando è posta all'inizio di una parola, quando è seguita da una vocale breve (tranne la ḍamma) o dal sukūn (che indica l'assenza di vocali brevi).
- vocale ([uː]) quando è preceduta da una consonante vocalizzata con ḍamma.

Come vocale, può essere di appoggio alla hamza:  ؤ.

## Sintassi
Wāw è una lettera lunare. Ciò significa che quando ad una parola che inizia con questa lettera bisogna anteporre l'articolo determinativo (ال alif-lām, al), esso non subirà alcuna modifica.
Ad esempio وزير (wazīr, ministro) diventa الوزير (al-wazīr, il ministro) e si pronuncia [alwaˈziːr].
La lettera wāw da sola trascrive in arabo la congiunzione wa, che ha diversi significati: il più comune è quello di congiungere due frasi o termini, come la e in lingua italiana; può essere, tuttavia, anche utilizzata con valore avversativo, ad esempio ولكن  wa-lākin, che significa ma (disgiunzione). Un'altra funzione che può assumere è quella di introdurre una formula di giuramento, quando precede un nome di elevata importanza per colui che parla. In questo senso è molto spesso usato nel Corano: والله wallah, per Allah o giuro su Allah.